# Orange 94.0
Orange 94.0 ist ein freier Radiosender aus Wien. Das nichtkommerzielle Lokalradio ist seit dem 17. August 1998 auf Sendung.
Das Programm von Orange 94.0 wird von rund 500 großteils ehrenamtlichen Radiomachenden gestaltet, die ca. 150 Sendereihen in rund 25 Sprachen produzieren. Orange 94.0 ist Mitglied im Verband Freier Rundfunk Österreich (VFRÖ). Der Sender ist dem Ehrenkodex für die österreichische Presse verpflichtet.

## Gründung
Die Gründungsphase von Radio Orange geht bis in die frühen 1990er Jahre und den damals gegründeten „Verein zur Förderung und Unterstützung von freien lokalen nichtkommerziellen Radioprojekten“ (kurz: Verein Freies Radio Wien) zurück. Zu dieser Zeit, ab Ende der 1980er Jahre, gab es in Wien und an anderen Orten in Österreich eine rege Piratenradio-Szene. Die entstand, da damals noch der ORF das Monopol für den Hörfunk in Österreich hatte. Diese Aktivitäten und ihr politisches und rechtliches Engagement führten dazu, dass das Rundfunkmonopol durch ein Urteil des Europäischen Gerichtshofes am 24. November 1993 zu Fall gebracht wurde.
Der Verein Freies Radio Wien bemühte sich in der Folge um die legale Verwirklichung eines Freien Radios in Wien, was erst nach Umsetzung des Urteils und der Zuteilung einer Lokalradiolizenz fünf Jahre später gelang. Am 17. August 1998 ging das Freie Radio in Wien dann als Orange 94.0 erstmals auf Sendung.

### Name
Der Sender sollte ursprünglich „Freies Radio Wien“ heißen, was aber zu einem rechtlichen Konflikt mit dem ORF führte, der in Wien das Programm Radio Wien betreibt. Aus dieser Notwendigkeit heraus wurde der sinnfreie aber prägnante Name „Orange“ gewählt. Um nicht in rechtlichen Konflikt mit dem Mobilfunkanbieter Orange Austria zu geraten, durfte der Name aber nur im Radiokontext verwendet werden (also etwa „Radio Orange“ oder „Orange 94.0“). Im Unterschied zu dem damaligen Mobilfunkanbieter wird Radio Orange außerdem wie im Deutschen und Französischen ausgesprochen, nicht wie im Englischen.

## Finanzierung – Geschichte und Gegenwart
Eine Finanzierung durch Radiowerbung lehnt Orange 94.0, ebenso wie andere nichtkommerzielle Radios, ab.
1998 und 1999 waren die Freien Radios hauptsächlich aus Mitteln der Kunstsektion und der Volksgruppenförderung des Bundeskanzleramts unter der Bundesregierung Klima finanziert worden.
Im Jahr 2000 wurde die Bundesförderung jedoch von der Bundesregierung Schüssel I auf ein Drittel gekürzt und 2001 vollständig gestrichen.
Um die daraus entstandene Finanzierungslücke zu füllen, hat Orange 94.0 bis 2010 vor allem die Projektarbeit als Finanzierungsmaßnahme forciert, ein beträchtlicher Teil davon aus verschiedenen EU-Projektfördertöpfen; eine geringere Finanzierungskomponente war daneben der jährliche „FreieRadioBeitrag“ von ca. 700 Abonnenten.
Um Mittel zur Aufrechterhaltung des Sendebetriebes und zur Absicherung der prekären Arbeitsverhältnisse zu erhalten, verhandelte der Sender seit 2001 mit der Stadt Wien über akute Finanzhilfe und eine langfristige Subventionierung.
Dabei wurden die Verhandlungen verzögert, einerseits laut Büro von Vizebürgermeisterin Grete Laska (SPÖ) wegen fehlender wirtschaftlicher Basisdaten und Wirtschaftsprüfung, andererseits war die politische Ausrichtung im Wiener Gemeinderat umstritten. So erklärte Wolfgang Aigner (ÖVP) zum so genannten freien Radio, Freiheit könne nicht sein, am Gängelband des Subventionsgebers zu hängen und man wolle kein „subventioniertes Radio Löwelstraße“.
Seit 2004 erhält der Sender durch die Stadt Wien, MA 13 Abt. für Bildung und Jugend eine Basisförderung von jährlich 280.000 – 320.000 Euro[8][16] .
2007 wurde der nichtkommerzielle Rundfunkfonds (NKRF) der RTR (Rundfunk- und Telekommunikations-Regulierungs-GesmbH) eine wesentliche Finanzierungsquelle des Bundes für die freien Radios und TV-Sender in Österreich. Orange 94.0 erhält Projekt- und Programmförderungen von jährlich 90.000 – 220.000 Euro.

## Organisation
Anfangs war Orange 94.0 formal in zwei gemeinnützigen Vereinen organisiert, einerseits den Trägerverein oder Herausgeberverein „Verein Freies Radio Wien“ (zuständig für die Lizenz, Providing, Sendebetrieb, Finanzierung, Öffentlichkeitsarbeit; alle Mitglieder sind im Vereinsvorstand und Österreichische Staatsbürger oder Unionsbürger) und andererseits den Mitarbeiterverein oder Redaktionsverein (verantwortlich für Programmschöpfung; Mitgliedschaft aller Radiomacher die den „Freien Radio Beitrag“ zahlen).
Seit März 2004 gibt es eine interne Struktur mit Geschäftsführung und ordentlichen Angestelltenverhältnissen für mittlerweile (bezieht sich auf das Jahr 2015) 11 bezahlte Mitarbeiter in Teilzeitstellen. Der „Verein Freies Radio Wien“ ist weiterhin als juristische Person der Rechtsträger von Orange 94.0 sowie dessen Herausgeber und Medieninhaber laut § 1 Abs. 8, 9 MedienG, jedoch ist der „Freie Radio Beitrag“ inzwischen kein Mitgliedsbeitrag mehr, sondern eine freiwillige jährliche Spende.
Im Herbst 2005 zog Radio Orange um von den alten Räumlichkeiten in der Schubertgasse im 9. Bezirk, wo es seit 1998 saß, in die Klosterneuburgerstraße Ecke Gaußplatz im 20. Bezirk.

## Programm

Sendung im Jahr 2006

Entsprechend der gemeinsamen Charta der Freien Radios in Österreich ist es Ziel von Orange 94.0, jenen Menschen, Gruppen und Meinungen Gehör zu verschaffen, die in anderen Massenmedien nicht oder unterrepräsentiert sind. Besonders hervorzuheben sind dabei die Schwerpunktbereiche „feminismus & queer“ sowie „interkultur & migration“. Rassistische, sexistische, faschistische oder die Würde der Menschen verletzende Inhalte sind ausgeschlossen. Interessierten werden Info- und Einstiegsveranstaltungen angeboten, um selbst programmgestaltend tätig werden zu können.
Laut eigener Richtlinie soll die Programmschöpfung grundsätzlich ehrenamtlich erfolgen. Die operative Leitung obliegt der Geschäftsführenden Koordination. Über die Aufnahme neuer Sendungen entscheiden jährlich zu wählende Programmbeiräte.
Das Programm von Radio Orange ist derzeit (2011) in zehn Schienen aufgeteilt, die an jedem Werktag vorkommen. An Wochenenden gibt es Schwerpunkte (Jugend, Kultur, Musik) die übrige Zeit ist keiner Programmschiene zugeteilt. Die zehn Programmschienen sind: Afrika, FrauenLesben, Jugend, Kultur, Magazine, Musik, Musik und Magazine am Abend, Politik und Gesellschaft (und Philosophie), Satire und Sunrise (Morgenprogramm).

## Sendungen
Das Angebot an Radiosendungen ist sehr vielfältig und flexibel. Von 400 bis 500 ehrenamtlichen Mitarbeitern werden etwa 150 bis 170 verschiedene regelmäßige Sendungen produziert, je zur Hälfte Musiksendungen und themenspezifische Sendungen.
Im moderierten Programm werden etwa 15 verschiedene Sprachen gesprochen, darunter haben die deutschsprachigen Sendungen einen Anteil von 50 %, Deutsch/Englisch 15 %, Türkisch/Kurdisch 5 % und Polnisch 5 %. In 15 % der Sendungen werden sogar mehr als zwei Sprachen verwendet.
Einige Sendungen existieren schon seit den Anfängen 1998, etwa das „Anarchistische Radio Wien“ oder „Stereo SL“ („Electronic Music Magazine & DJ Show“).
Die Sendereihe 'Globale Dialoge' von der Sendung „Women on Air“ wurde mehrfach (2006, 2007, 2008) mit dem Radiopreis der Erwachsenenbildung Österreich ausgezeichnet.
Ebenfalls ausgezeichnet wurden Sendungen von „Radio Stimme“ (2005, 2007 und 2013), „Wiener Radiobande“/„gecko-art“ (2010) und „Momente des Sports“ (2014). „Momente des Sports“ wurde zudem mit dem Award der Sports Media Austria (2014) sowie dem Coburger Medienpreis (2015) bedacht.
Einige Sendungen widmen sich sprachlichen Minderheiten, so die kurdischen „Radio Dersim“ und „Roj Fm“, das ungarische „Viennahu“, die persische Sendung „Sedaje Aschena“, „Radio Äthiopien“ auf Amharisch und weiteren äthiopischen Sprachen, die chinesisch-deutschsprachige Sendung „China am Puls“ und die polnische „Radio Polonia Wieden“, andere wiederum sozialen Randgruppen wie das „Radio Augustin“ der Wiener Straßenzeitung Augustin.
In der Programmschiene Politik und Gesellschaft kommen unter anderen die Sendungen „Gegenargumente“ und „Kein Kommentar“ der marxistischen Theoriezeitschrift GegenStandpunkt, „Radio Netwatcher“, „radioATTAC“ der Bewegung attac, das deutsch-türkische „Anatolien Radio“, deren Redakteurin wegen Unterstützung der illegalen linksextremistischen DHKP-C 2005 in der Türkei angeklagt und schließlich aus Mangel an Beweisen freigesprochen wurde, und das „Tierrechtsradio“ des Verein gegen Tierfabriken, dessen Sendeverantwortlicher Martin Balluch in dem Wiener Neustädter Tierschützerprozess angeklagt wurde.
Außerdem gibt es unter anderen „WUK Radio“, die Kultursendung des Wiener Werkstätten- und Kulturhauses seit August 1999, auf der Afrikaschiene die fast tägliche Sendung „Radio Afrika“ und die Satiresendungen „Espresso Revue“ und „Club Karate“ (1998–2003, u. a. von Hosea Ratschiller).
Anfangs wurden noch die Nachrichtensendungen der BBC ins Programm übernommen, seit ca. 2005 sendet Orange 94.0 eine Wiener Lokalausgabe der „ZIP-FM“ („Zusammenarbeit der Info- und Politikredaktionen Freier Medien“), eine lokal zugeschnittene Variante des täglichen Audiomagazins der Freien Radios.
Orange 94.0 kooperiert mit dem Sender Alex Offener Kanal Berlin und tauscht Sendungen aus, so dass die Sendung „Radio Stimme“ 2011 in Berlin ausgestrahlt wird, und in Wien ist das Magazin „Kol Berlin“ auf Hebräisch und Deutsch und das Berliner „Transgender Radio“ zu hören.
Gemeinsam mit RadioTux und weiteren Radiosendern beteiligte sich Orange 94.0 auch 2007 an der Übertragung der Freiheit-statt-Angst-Demonstrationen des Radio 1984.

## Empfang
Der Radiosender ist in Wien auf der UKW-Frequenz 94,0 MHz und im Wiener Telekabel-Netz auf 92,7 MHz zu empfangen sowie per Live-Stream im Internet. In den Jahren 2013/2014 entwickelte ORANGE 94.0 die erste Radio-App (für Android und iOS) im nichtkommerziellen Hörfunk Österreichs.
Im Sendebereich von Radio Orange 94.0 im Großraum Wien sind potenziell 1.700.000 Einwohner in der Lage, den Radiosender zu empfangen.
Es gibt jedoch keine Angaben über Hörerzahlen und Einschaltquoten, da Radio Orange 94.0 keine Reichweite durch Radiotest ermitteln lässt. Dies wird einerseits mit den Kosten für diesen Reichweitentest begründet, andererseits auch damit, dass man als nicht kommerzielles Radio keine Zielgruppenerforschung brauche, da keine Radiowerbung vermarktet werde.
Laut Eigenangaben wurde auf die Livestreams im Jahr 2009 rund 48.000 Mal zugegriffen und wurden umgerechnet ungefähr 25.000 gehörte Stunden abgerufen.